# Hiscerus
Hiscerus is een geslacht van uitgestorven weekdieren uit de klasse van de Gastropoda (slakken).

## Soorten
- Hiscerus amplectus (Gorjanović-Kramberger, 1901) †
- Hiscerus undulatus (Gorjanović-Kramberger, 1901) †